# 巡遊

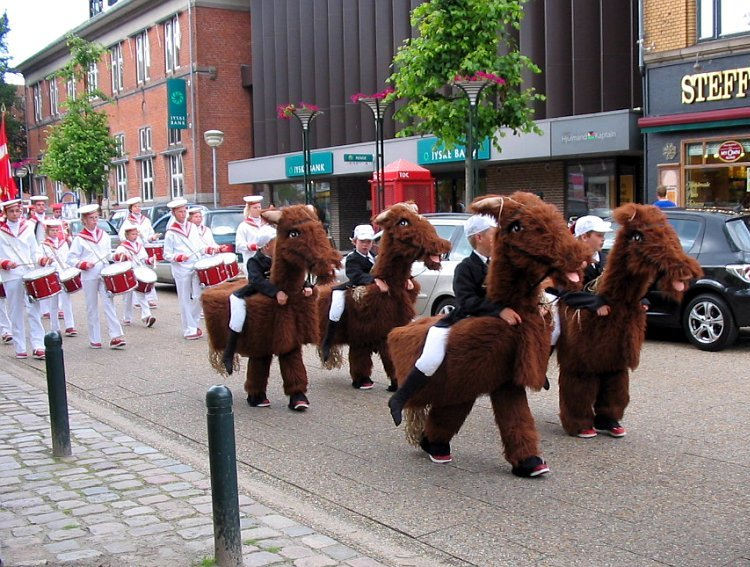
2004年丹麥約靈

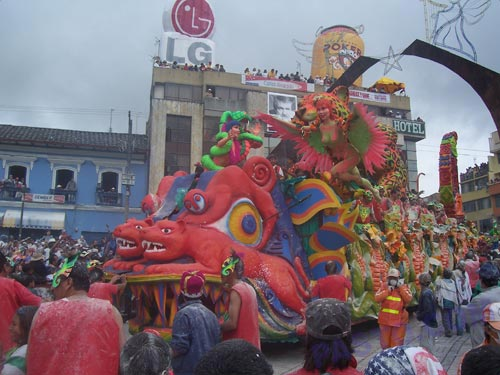
2006年哥倫比亞

遊行、巡遊或踩街（英語：Parade），群眾穿上服裝在街上行走，包圍著行駛中的花車，並有人在花車上表演。舉辦巡遊的目的有很多，通常為了慶祝盛事、節日（如：國慶）、宗教活動（如長洲太平清醮）、戰爭勝利以及球隊奪冠。